# Owstonia simoterus
Owstonia simoterus är en fiskart som först beskrevs av Smith, 1968.  Owstonia simoterus ingår i släktet Owstonia och familjen Cepolidae. Inga underarter finns listade i Catalogue of Life.